# Dagsboro
Dagsboro è una città degli Stati Uniti, situata nella Contea di Sussex, nello Stato del Delaware. Secondo il censimento del 2000 la popolazione era di 519 abitanti. Appartiene all'area micropolitana di Seaford.
Qua nacque il politico John Middleton Clayton. 

## Geografia fisica
Secondo i rilevamenti dello United States Census Bureau, la città di Dagsboro si estende su una superficie totale di 3,3 km², tutti quanti occupati da terre.

## Popolazione
Secondo il censimento del 2000, a Dagsboro vivevano 519 persone, ed erano presenti 141 gruppi familiari. La densità di popolazione era di 158 ab./km². Nel territorio comunale si trovavano 248 unità edificate. Per quanto riguarda la composizione etnica degli abitanti, il 92,29% era bianco, il 6,36% era afroamericano e lo 0,19% era nativo. Il restante 1,35% della popolazione appartiene ad altre razze o a più di una. La popolazione di ogni razza proveniente dall'America Latina corrisponde al 2,12% degli abitanti.
Per quanto riguarda la suddivisione della popolazione in fasce d'età, il 22,2% era al di sotto dei 18, il 7,5% fra i 18 e i 24, il 28,9% fra i 25 e i 44, il 26,0% fra i 45 e i 64, mentre infine il 15,4% era al di sopra dei 65 anni di età. L'età media della popolazione era di 38 anni. Per ogni 100 donne residenti vivevano 88,7 maschi.